# Етноорганологія
Етноорганологія(від грец. έθνος — народ, грец. όργανον — інструмент, знаряддя, грец. λογος — слово, розум, наука) — наукова дисципліна про народні музичні інструменти та інструментальну музику. Інші терміни — етноінтрументознавство та етноінструментологія. Основні субдисципліни органології (котрі можна застосувати і для етноорганології): — органотехніка (ергологія і технологія виготовлення інструментів), органоакустика, органофізіологія, органосоціологія, органоісторія і палеоорганологія (за О. Ельшеком).

## З історії етноорганології
Органологія вважається досить молодою науковою дисципліною, сформованою на межі XIX-ХХ ст., хоча сам інструментарій вивчають уже кілька тисячоліть, і описи музичних інструментів містяться у найдавніших писемних джерелах (у грецьких трактатах Платона, Арістоксена, у латинській традиції в Ісидора Севільського та ін.). На арабському Сході класифікацією й описом музичних інструментів займалися Аль-Фарабі (X ст.), Абдулгадір Марагі (XIV ст.) й ін. Перші систематичні й докладні описи музичних інструментів були зроблені німецькими теоретиками музики XVI і XVII століть. Вони подані в трактатах Себастьяна Вірдунга («Musica getuscht und ausgezogen...», 1511), Мартина Агріколи («Musica instrumentalis deudsch», 1529) і Михаеля Преторіуса («Syntagma musicum...», 1614-1620). Але справжній розквіт етноорганології розпочався лише в кін. ХІХ ст., коли зросла кількість приватних і державних колекцій музичних інструментів із різних культур світу, а отже постала потреба їх опису та класифікації. Сучасна вживана класифікація музичних інструментів, розроблена на початку XX століття, належить Е. М. фон Горнбостелю і К. Заксу (1914), провідним органологам того часу.
Відомі вчені в галузі етноорганології: А. Фамінцин, А. Хибінський, Е.М. фон Горнсбостель, Курт Закс, В. Маґіллон, Е. Штокман, Г. Дрегер, Н. Бессарабофф, Е. Емсгаймер, А. Шеффнер, О. Ельшек, І. Назіна та ін.

## Українська етноорганологія
До групи українських етноорганологів можна зарахувати М. Лисенка, Ф. Колессу, Г. Хоткевича, М. Грінченка, К. Квітку, А. Гуменюка, І. Мацієвського, М. Хая, Б. Яремка, В. Шостака, Б. Водяного, І. Шрамка, Л. Кушлика, Р. Гусак, В. Кушпета, М. Черкаського, І. Федун, Н. Ганудельову, В. Ярмолу та ін.

### Микола Лисенко
Піонер і фундатор етноорганологічної школи в Україні. Перший етноорганолог в Україні був Микола Лисенко, який у 1873 р. видав свою першу працю з характеристикою музичного виконання на кобзі Остапа Вересая. В праці не лише охарактеризовано репертуар кобзаря, але поданий детальний опис інструмента та техніки гри на ньому. М. Лисенко потім зробив аналіз виконавства на торбані Г. Відорта. У Львівському журналі «Зоря» (1894 р.) була надрукована його стаття «Народні музичні інструменти на Україні». М. Лисенко дав характеристику кобзи-бандури, торбана, ліри, гусел та цимбалів, а також цінну інформацію про їх історичний розвиток. 

### Філарет Колесса
Філарет Колесса у своїх працях про українські думи, а також у статті «Українські народні музичні інструменти» (1920) описав деякі проблеми відносно розвитку та класифікації українських народних інструментів. Колесса був одним із перших, хто нотував українську народну інструментальну музику. Ці транскрипції були помітним кроком на шляху деталізації елементів форми і фактури, штрихової техніки й навіть мікромелізматики.

### Микола Грінченко
Микола Грінченко у статті “Українські народні інструменти” (1922) піднімає питання національних та інтернаціональних інструментів, пише про відмінність кобзи і бандури, також аналізує ліру, торбан і лише побіжно згадує інші інструменти.

### Климент Квітка
Климент Квітка, поряд з М. Лисенком та Ф. Колессою, вважається одним із основоположників української музичної фольклористики. Розпочав на початку 20-их років дослідження інструментальної культури українців зі складання програмного запитальника-квестіонера та спостереження над побутом українських лірників. У нього був період вимушеного наукового «заслання» в Москву, де займався головно інструментами, поширеними на російській етнічній території. Хоча основною метою його життя було опис і структурний аналіз основних пісенно-традиційних жанрів українців, К.Квітка також створив чільну систему завдань, напрямків  і методів дослідження української традиційної інструментальної музики.

### Гнат Хоткевич
У 1930 р в Харкові вийшла праця Гната Хоткевича «Музичні інструменти українського народу», яка незабаром була заборонена. Підхід Хоткевича відрізнявся від позицій майбутніх радянських дослідників. Автор характеризував інструменти, які побутували саме серед українського народу, а не усіх тих, які жили на території України. Хоткевич уперше розробив систему, яку застосував до розгляду ґенези й еволюції музичних інструментів, їх конструкції, строю, способів гри і форм функціонування, а також їх ролі у народному музикуванні впродовж різних епох.
Методологічні засоби досліджень Хоткевича охоплювали: 1. Лінгвістичні методи, 2. Дослідження письмових джерел, 3. Дослідження іконографічних та графічних джерел, 4. Дослідження джерел народної, пісенної та поетичної творчості, 5. Історичні дослідження шляху еволюції та територіального розповсюдження, 5. Дослідження щодо функціонування музичних інструментів у різних соціальних верствах суспільства.
Хоткевич розподілив інструменти на три групи — струнну (хордофони), духову (аерофони) та ударну. Кожну з цих груп він поділяє на підгрупи або підвідділи: так, струнні інструменти діляться на смичкові, щипкові й ударні; духові — на губні, язичкові, амбушурні і багатоцівкові; ударні на дві -  ті, які мають певну височину, та шумові.
Робота Хоткевича розкрила систему музичної інструментальної культури, і тим самим випередила європейські аналоги на 30 років. На жаль, Хоткевич не міг далі розширити свої думки, бо робота зазнала жорсткої критики як націоналістична праця. На думку І. Мацієвського, Хоткевич в плані цілісної інструментознавчої концепції був не тільки на авансцені дослідницьких шукань 1-ї третини XX ст., але окреслив обрії новітньої системної органології. Зосередження на традиційному виконавстві, особі музиканта і професійному характері його діяльності, психологічних, соціологічних, демографічних аспектах проблематики ставить Г. Хоткевича на рівень вчених-новаторів (таких, як З. Кодай, Б. Барток, К, Квітка, Є. Гіппіус).

### Андрій Гуменюк
За час після виходу праць Гната Хоткевича в розвитку українського народного інструментарію сталися кардинальні зміни. Пішов інтенсивний розвиток у музичному інструментарії Українців. Народні інструменти в умовах радянського заорганізованого музикування зазнали істотного «удосконалення». Створено було оркестрові типи інструментів (бандура-бас, цимбали-альт, цимбали-бас, сопілка-альт тощо), які почали використовуватися в ансамблях та оркестрах українських народних інструментів та на яких були закладені засади професійного ("народно-академічного") музикування.
Хоча робота Андрія Гуменюка «Українські народні музичні інструменти» (К. 1967) значною мірою вплинула на формування думок про українську орґанологію, дослідник М. Хай вважає, що ця праця сьогодні має вторинне значення і тому використання її положень у сучасних етнологічних дослідженнях недопустимо. «Вдосконалений» інструментарій (оркестрові сопілки, бандури, цимбали, оркестрові контрабаси, гармошки і баяни, групу духових), який Гуменюк охарактеризував як народні інструменти, М. Хай розглядає як нетрадиційні. М. Хай пропонує використати для них терміни, які увів К. Квітка - "любительські" інструменти, а також «самодіяльницькі», «клубні» тощо. Таким чином, можна вважати, що праця А. Гуменюка відходить від строгих параметрів етномузикознавста й етноорганологічних досліджень.

### Перекоп Іванов
Праця Перекопа Іванова «Оркестр Українських народних інструментів» (К.1981) продовжує ту саму лінію фольклоризації українських народних інструментарій, яку розробляли повоєнні українські радянські дослідники. Робота, яка виявилася монографією кандидатської дисертації, описує спроби та етапи створення оркестру українських народних інструментів за зразком оркестру російських народних інструментів. Праця описує спроби удосконалення етнічних народних інструментів українського народу саме для створення такого фольклорного оркестру.

### Дослідники-чужинці
Чимало дослідників-неукраїнців звертали увагу на проблеми української етноорганології. Між ними О. Кольберґ, А. Фамінцин, Н. Привалов, С. Мєрчинський, І. Назіна, К. Вертков, A. Банін, та інші.
Під впливом М. Лисенка російський академік О. Фамінцин написав працю «Домра и сродные инструменты русского народа …» (Спб. 1897), де він неповно та дещо тенденційно описав українські народні інструменти, намагаючись спрямувати розвиток українських народних інструментів в русло російської імперської думки та опінії.

### Дослідники діаспори
До групи дослідників української органології, які живуть поза межами України, можна віднести: Андрія Бандеру, Андрія Горняткевича, Мирослава Дяковського та Віктора Мішалова.

## Висновки
Сьогодні українська етноорганологія розвивається в трьох напрямах. Ними є: 1. Суто етномузичний напрям, який не визнає виявів кичу та фольклоризму (К. Квітка, М. Хай, В. Кушпет та інші). 2. Петербургська школа — включає до української етноорганології усі вияви музичної культури даного етносу (Г. Хоткевич, М. Грінченко, І. Мацієвський, В. Яремко, Н. Супрун). 3. Радянська фольклорна школа (A. Гуменюк, П. Іванов, О. Незовибатько, А. Омельченко, М. Прокопенко, М. Черкаський).

## Праці
- Гуменюк Андрій. Українські народні музичні інструменти. К., 1967

- Іванов П. Оркестр Українських народних інструментів. К., 1981
- Інструментальна музика / упоряд. А. Гуменюк. Київ : Наукова думка, 1972. 488 с.
- Квитка К. К изучению украинской народной инструментальной музыки. Квитка К. Избранные труды : в 2 т / сост. и ком. В. Л. Гошовского. Москва : Советский композитор, 1973. Т. 2. С. 262–276.
- Квітка К. Професіональні співці й музиканти на Україні: програма для досліду їх діяльності й побуту. Київ : Українська академія наук, 1924. 114 с.
- Квітка К. До вивчення побуту лірників. К., 1926.

- Колесса Ф. Музикознавчі праці. Київ : Наукова думка, 1970. 420 с.

- Кушпет В. Старцівство: мандрівні співці-музиканти в Україні (ХІХ – поч. ХХ ст.). Київ : Темпора, 2007. 592 с.

- Лисенко М. Народні музичні інструменти на Україні. Київ : Мистецтво, 1955. 63 с.
- Лисенко М. Характеристика музичних особливостей українських дум і пісень, виконуваних кобзарем Вересаєм. Київ : Мистецтво, 1955. 88 с.
- Мациевский И. Народная инструментальная музыка как феномен культуры. Алматы : Дайк-Пресс, 2007. 520 с.

- Мациевский И. Народный инструментарий и методология его исследования. Актуальные проблемы современной фольклористики. Ленинград : Музыка, 1980. С. 143–170.
- Мациевский И. Основные проблемы и аспекты изучения народных музыкальных инструментов и инструментальной музыки. Народные музыкальные инструменты и инструментальная музыка : сб. стат. и матер. : в 2 ч. Москва : Советский композитор, 1987. Ч. 1. С. 6–38.
- Федун І. Етноорганологія. Українська фольклористика. Словник-довідник / укладання і загальна редакція Михайла Чорнопиского. Тернопіль : Підручники і посібники, 2008. С. 119. URL: https://archive.org/details/folkloristika2008/page/8/mode/2up

- Хай М. Музика Бойківщини. Київ : Родовід, 2002. 303 с.
- Хай М. Етноорґанологія як предмет музичної україністики: шляхи формування і перспективи. - див.: IV Міжнародний конґрес україністів. (Матеріали) - Мистецтвознаство. Кн. 2., с. 462—472.
- Хай М. Музично-інструментальна культура українців (фолкльорна традиція). Монографія : 2-ге видання, виправлене і доповнене. Київ – Дрогобич : Коло, 2011. 560 с.

- Хоткевич Г. Музичні інструменти українського народу : друга редакція. Харків : Видавець Савчук О. О., 2013. 512 с.
- Черкаський Л. Музичні інструменти українського народу. К., 2001.
- Черкаський Л. Українські народні музичні інструменти. К., 2003.
- Черкаський Л. Унікальна збірка українських народних інструментів. - НТЕ, 2003. ч. 3, с. 67-74.
- Штокман Э. Исследование народных музыкальных инструментов Европы и их описание в многотомном справочнике. Народные музыкальные инструменты и инструментальная музика : сборник статтей и материалов : в 2 ч. Москва : Советский композитор, 1988. Ч. 2. С. 39–55.
- Яремко Б. Етноінструментознавство : навчальний посібник. Рівне : РДГУ, 2003. 188 с.
- Elschek O. Hudobná veda súčasnosti: Systematika, teória, vývin. Bratislava : VEDA, 1984. 386 s.